# Soví les
Soví les je přírodní památka poblíž Třeboně v okrese Jindřichův Hradec. Oblast spravuje AOPK ČR Správa CHKO Třeboňsko. Důvodem ochrany je starší lesní porost na rašeliništi s velkou druhovou, věkovou a prostorovou diverzitou dřevin.